# Senonges
Senonges és un municipi francès, situat al departament dels Vosges i a la regió del Gran Est. L'any 2007 tenia 150 habitants.

## Demografia

### Població
El 2007 la població de Senonges era de 150 persones. Hi havia 60 famílies, de les quals 12, eren unipersonals (12 homes vivint sols), 28 parelles sense fills, 12 parelles amb fills i 8 famílies monoparentals amb fills.

La població ha evolucionat segons el següent gràfic:

### Habitatges
El 2007 hi havia 75 habitatges, dels quals 63 eren els habitatges principals de les famílies, 7 eren segones residències i 5 estaven desocupats. 69 eren cases i 6 eren apartaments. Dels 63 habitatges principals, 52 estaven ocupats pels seus propietaris, 8 estaven llogats i ocupats pels llogaters i 3 estaven cedits a títol gratuït; 2 tenien dues cambres, 7 en tenien tres, 11 en tenien quatre i 43 en tenien cinc o més. 46 habitatges disposaven pel capbaix d'una plaça de pàrquing. A 32 habitatges hi havia un automòbil i a 25 n'hi havia dos o més.

### Piràmide de població
La piràmide de població per edats i sexe el 2009:
| Homes | Edats   | Dones |
| ----- | ------- | ----- |
| 0     | 95 o +  | 0     |
| 0     | 90 a 94 | 0     |
| 4     | 85 a 89 | 0     |
| 0     | 80 a 84 | 0     |
| 0     | 75 a 79 | 0     |
| 4     | 70 a 74 | 4     |
| 0     | 65 a 69 | 0     |
| 8     | 60 a 64 | 0     |
| 8     | 55 a 59 | 0     |
| 8     | 50 a 54 | 12    |
| 4     | 45 a 49 | 4     |
| 8     | 40 a 44 | 8     |
| 4     | 35 a 39 | 8     |
| 12    | 30 a 34 | 8     |
| 8     | 25 a 29 | 4     |
| 8     | 20 a 24 | 4     |
| 4     | 15 a 19 | 8     |
| 8     | 10 a 14 | 8     |
| 24    | 5 a 9   | 0     |
| 0     | 0 a 4   | 4     |

## Economia
El 2007 la població en edat de treballar era de 100 persones, 66 eren actives i 34 eren inactives. De les 66 persones actives 54 estaven ocupades (33 homes i 21 dones) i 12 estaven aturades (3 homes i 9 dones). De les 34 persones inactives 12 estaven jubilades, 10 estaven estudiant i 12 estaven classificades com a «altres inactius».

### Ingressos
El 2009 a Senonges hi havia 63 unitats fiscals que integraven 153 persones, la mediana anual d'ingressos fiscals per persona era de 14.750 €.

### Activitats econòmiques
Dels 5 establiments que hi havia el 2007, 2 eren d'empreses de fabricació d'altres productes industrials i 3 d'empreses de construcció.
Dels 3 establiments de servei als particulars que hi havia el 2009, 1 era un paleta i 2 fusteries.
L'any 2000 a Senonges hi havia 7 explotacions agrícoles que ocupaven un total de 524 hectàrees.

## Equipaments sanitaris i escolars
El 2009 hi havia una escola elemental integrada dins d'un grup escolar amb les comunes properes formant una escola dispersa.

## Poblacions més properes
El següent diagrama mostra les poblacions més properes.